# ロベルト・エンケ

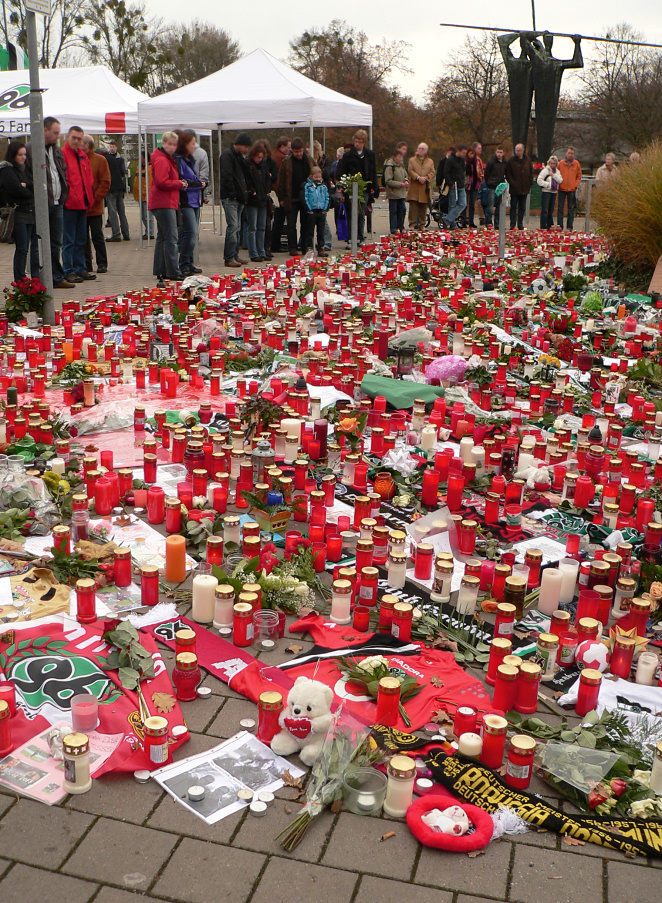
ハノーファーのホームスタジアム、AWDアレーナ前の様子

ロベルト・エンケ（Robert Enke, 1977年8月24日 - 2009年11月10日）は、東ドイツ・イェーナ出身の元サッカー選手。ポジションはGK。

## 経歴

### クラブ
イェーナに生まれ、祖父母の家の庭でサッカーを始めた。故郷のFCカールツァイス・イェーナに入団し、1995年11月11日のハノーファー96戦で2. ブンデスリーガ（2部）デビューした。正GKのマリオ・ノイマンが3試合で14失点したことからエベルハルト・フォーゲル監督はエンケにプレーするチャンスを与え、11月中に3試合に出場した。その後はノイマンが正GKに復帰し、エンケの出場機会はなかった。1996年夏、ブンデスリーガ（1部）のボルシア・メンヒェングラートバッハに移籍し、最初の2シーズンは下部リーグに所属するU-23チームでプレーした。1998-99シーズン開幕前に守護神のウーベ・カンプスが負傷したためにFriedel Rausch新監督はエンケにデビューのチャンスを与え、1998年8月15日のシャルケ04戦でデビューして3-0と完封したが、すぐに控えGKに降格した。
ボルシア・メンヒェングラートバッハがツヴァイデリーガ（2部）に降格したため、ドイツ人のユップ・ハインケスが監督を務めていたポルトガルのベンフィカに移籍した。当時のベンフィカは混乱期にあり、在籍した3シーズンで監督が3回も代わった。クラブは財政的な問題を抱えており、選手への給料の遅配などもあった。リーグ戦は史上最低の6位に終わり、タイトルはひとつも獲得できなかった。それらの問題にもかかわらず、エンケは好プレーを続け、アーセナルFCやアトレティコ・マドリード、マンチェスター・ユナイテッドFCから関心が示された。
2002年6月にベンフィカとの契約が満了し、移籍金なしの3年契約でスペインの名門FCバルセロナに移籍した。のちに彼はバルセロナのGKのことを「欧州でもっとも難しいGKのポジション」であると語っている。在籍期間中は常にロベルト・ボナーノの控えGKであった。2002年9月11日、コパ・デル・レイ3回戦のノベルダCF戦でデビューしたが、その試合で格下相手に敗れたことからチームメイトのフランク・デ・ブールに批判された。2003年3月2日のCAオサスナ戦で最後の20分間だけ出場し、リーガ・エスパニョーラデビューを飾った。欧州カップ戦にはクラブ・ブルッヘ戦とガラタサライ戦のUEFAチャンピオンズリーグ2試合に出場した。2003年夏にルイス・ファン・ハール監督が退任してフランク・ライカールト監督が就任し、リュシュテュ・レチベルと入れ替わるようにしてドイツ人のクリストフ・ダウムが監督を務めていたフェネルバフチェにレンタル移籍した。しかし、2003年8月10日に行われたイスタンブールスポルとの1試合にしか出場できず、その試合も0-3で大敗した。ファンは試合中にライター、空き瓶、石などを投げ付け、敗戦の責任を押し付けた。このことから予定よりも早くスペインに戻ることとなった。2003-04シーズンの冬にバルセロナに戻り、2004年1月にセグンダ・ディビシオン（2部）のCDテネリフェにレンタル移籍した。ここでは力強いプレーを見せ、ファンや他クラブから称賛された。
2004年7月、ブンデスリーガ（1部）のハノーファー96に移籍金なしの2年契約で移籍した。ここでは正GKに定着して成功を収め、キッカー誌の最優秀GKに選ばれた。より規模の大きいVfBシュトゥットガルトなどから注目を集めたが、2006年12月に2009-10シーズン終了後までの契約延長をしたことで他クラブへの移籍の可能性は消滅した。2007-08シーズンにはチームメイトによって主将に選出され、2シーズンと少しの間主将を務めた。2008-09シーズンは所属クラブが11位だったにもかかわらず、再びキッカー誌のベストイレブンに選出された。ハノーファー96では通算180試合に出場した。最後に出場したのは2009年11月8日のハンブルガーSV戦で、この試合は1-1の引き分けだった。2日後の11月10日に死去した。

### 代表
U-21ドイツ代表では背番号1を着け、計15試合に出場した。ボルシア・メンヒェングラートバッハに所属していた1997年に初めてドイツ代表に招集され、エーリッヒ・リベック監督によって1999年のコンフェデレーションズカップのメンバーに選出されたが、試合出場はなかった。その後しばらくはドイツ国外のクラブに在籍していたためにドイツ代表とは疎遠となったが、ハノーファー96移籍後の2007年からは再び招集されるようになった。デビュー戦は2007年3月28日のデンマーク代表戦。UEFA欧州選手権2008では控えとして準優勝に貢献した。UEFA欧州選手権後にイェンス・レーマンが代表引退してからは正GK候補となり、2010 FIFAワールドカップ欧州予選では5試合に先発し、そのうちの4試合を完封した。しかし2008年10月、ロシア戦に向けての練習中に左腕の舟状骨を痛めて手術を受けることになり、2か月はピッチ外から試合を見守った。2009年1月に復帰し、再び代表の正GKとなった。2009年秋、カンピロバクター菌に感染したと発表し、大事をとってチリ戦の招集メンバーから外れた。実際は出場できる精神状態ではなかったため、かかりつけの精神科医やハノーファー96のチームドクターと相談のうえで、感染のために出場辞退とドイツ代表サイドに伝えていた。しかし後述の理由により11月10日に死去したため、チリ戦は中止された。2009年8月12日のアゼルバイジャン戦がドイツ代表として出場した最後の試合であり、この試合で8キャップ目を記録した。

## 私生活
学生時代、クラスメートの女性と交際し、プロ入り後に同棲を経て結婚。妻との間に娘を授かったが、2歳だった2006年9月17日に心臓病により亡くした。2009年5月に養女を迎え、Empedeにある小さな農場で家族と暮らしていた。妻とともにアニマルライツ問題に携わり、彼らはたくさんのペットを飼っていた。毛皮の売買に反対するPETAキャンペーンにも参加していた。落ちついた生活、犬との散歩や自宅のソファやお気に入りのカフェでコーヒーを飲んでくつろぐことを好んだという。

## 死去
2009年11月10日、ハノーファーの自宅近くにあるノイシュタット・アム・リューベンベルゲ・Eilveseの踏切で快速列車にはねられて死亡した。32歳だった。警察は自殺であると判断した が、その詳細は公表されなかった。それまでの6年間鬱病に苦しみ、精神科医に通院していたことを妻が明らかにした。多くのファンがハノーファー96のホームスタジアムであるAWDアレーナにつめかけ、献花と燈火、弔辞を行った。以前に所属したFCバルセロナは試合前に1分間の黙祷を捧げ、その週に行われた国際試合のいくつかでも黙祷が捧げられた。11月14日に行われる予定だったドイツ対チリの親善試合は中止された。11月21日・22日に行われたブンデスリーガの試合、ポルトガルカップのベンフィカの試合でも黙祷が捧げられた。11月15日、AWDアレーナで執り行われた追悼式典に45000人が詰めかけた。白いバラで覆われたエンケの棺が6人のチームメイトによって運ばれ、2歳で亡くなった娘の墓の隣に埋葬された。ハノーファー96のメンバーはシャルケ04戦から胸にエンケの背番号1を刻んだユニフォームでプレーしている。
ハノーファー96ではGKフローリアン・フロムロヴィッツがポジションを引き継いだが、2010年1月に就任したミルコ・スロムカ監督は彼のプレーに満足せず、新しいGKの獲得に動いたため、選手たちがこれに反発して内部に亀裂が走り、シーズン終盤まで残留争いに巻き込まれることとなった。
ドイツ代表の正GK候補だったエンケが死去したことにより、2010 FIFAワールドカップではバイエル・レバークーゼンに所属するレネー・アードラーが正GKになると目されていたがシーズン終盤にアードラーが負傷したため、最終的にはシャルケ04に所属するマヌエル・ノイアーが正GKを務めることになった。　　

## 所属クラブ
- FCカールツァイス・イェーナ 1995-1996
- ボルシア・メンヒェングラートバッハ 1996-1999
- ベンフィカ 1999-2002
- FCバルセロナ 2002-2004
  - →  フェネルバフチェ 2003-2004（レンタル移籍）
  - →  CDテネリフェ 2004（レンタル移籍）
- ハノーファー96 2004-2009

## 代表歴
- ドイツ代表 2007-2009
  - 代表デビュー：2007年3月28日 vs デンマーク
  - 代表通算：8試合出場 0得点
  - FIFAコンフェデレーションズカップ1999
  - UEFA欧州選手権2008